# العنف الأسري في غانا

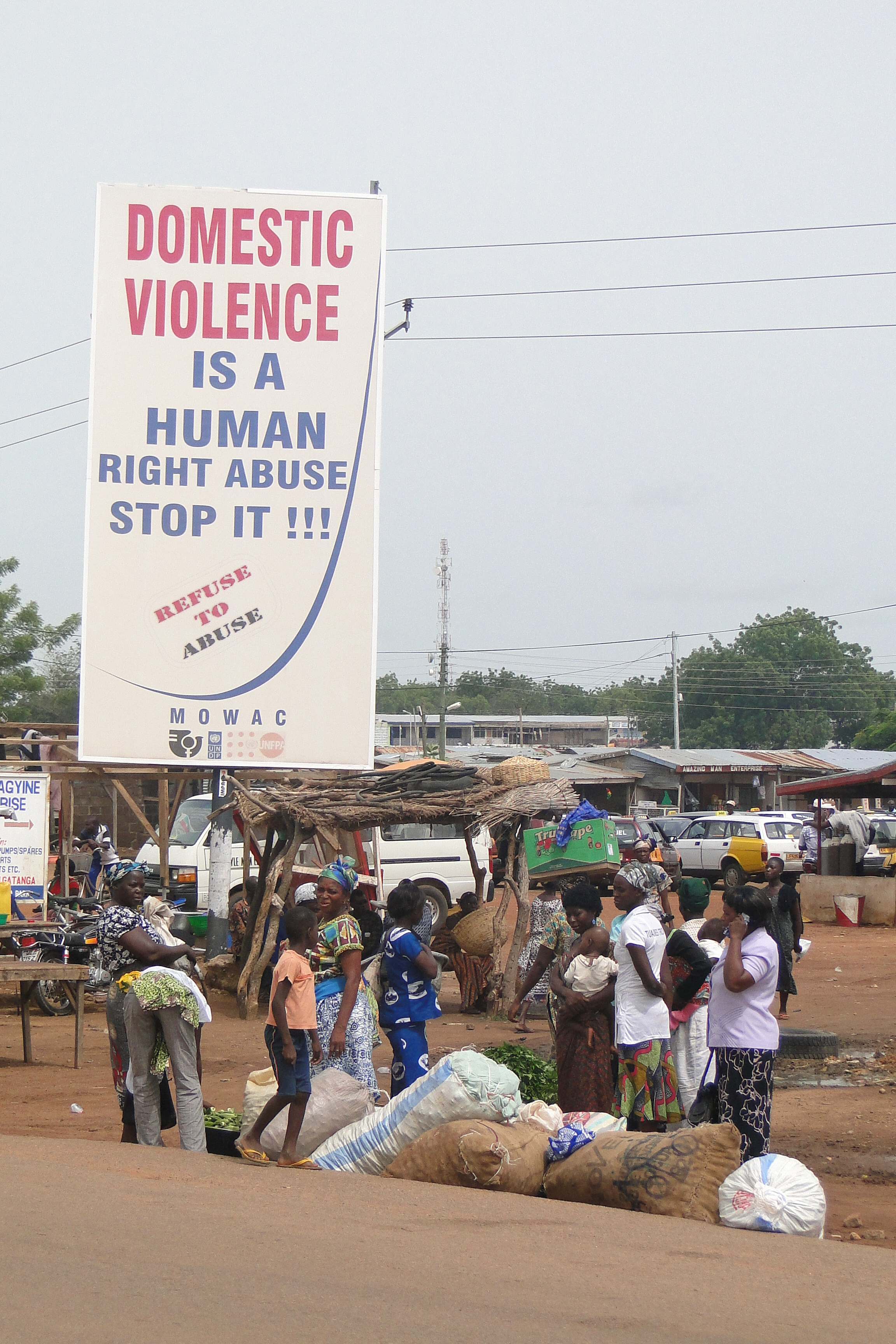

ينتشر العنف المنزلي في غانا؛ حيث تسود هُناك الأعراف والعادات على أنه من المقبول جدًا للأزواج تعنيف زوجاتهم جسدياً. تُقدر المؤشرات بأن كل امرأة في غانا من أصل ثلاث نساء تتعرض للإيذاء الجسدي.
مراجع